# HD 29587

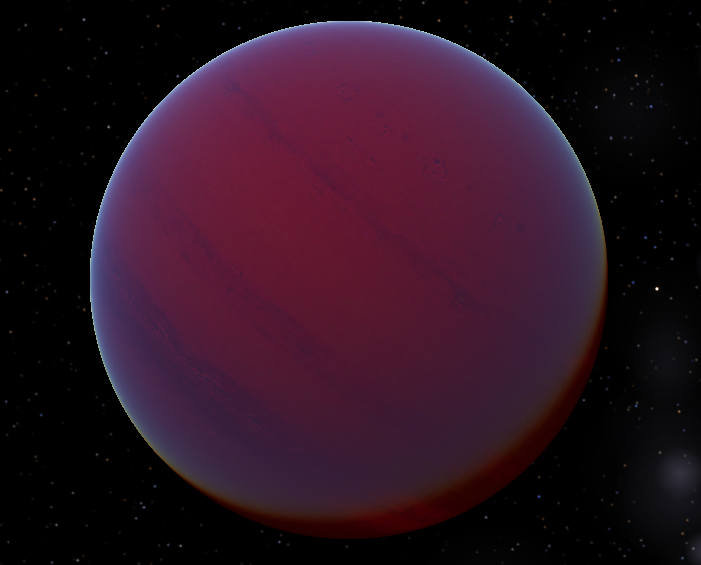
HD 29587

HD 29587 é uma estrela anã amarela da sequência principal, assim como o Sol, localizada a cerca 93 anos-luz de distância a parir da Terra, na constelação de Perseus. Ela brilha em uma magnitude aparente visual de 7,29. A idade da estrela é estimada em torno de 11,7 bilhões de anos, não sendo, certamente, menos que 5,8 bilhões de anos e não sendo superior a 16,8 bilhões de anos. A abundância de ferro de HD 29587 é -0,54 (28,8% da do Sol). Ela está se movendo através da Galáxia a uma velocidade de 142,5 km/s em relação ao Sol. Ela veio mais próximo do Sol há 148 mil anos atrás, quando ela brilhava a uma magnitude de 6,26 quando ela estava localizada a uma distância de 56 anos-luz. A estrela é conhecida por abrigar uma companheira anã marrom, conhecida como HD 29587 B.